# Museo de la Cosmonáutica Sergéi Koroliov
El Museo de la Cosmonáutica, nombrado en el honor de Sergéi Koroliov, fue fundado en el año 1987, en la ciudad de Zhytomyr (Ucrania). 
En el mismo año 1987 se comenzó a construir un local de exposiciones llamado "Cosmos", que fue inaugurado el 1 de junio de 1991. En el centro de esta exposición, en una piscina llena de agua, se encuentra una Biblia - como símbolo de sabiduría.
En los fondos del museo hay muchas unidades de tecnología, equipos de los astronautas, documentos, fotografías, etc. En una de las salas están recopilados los artículos relacionados con el formento de la astronáutica en Ucrania.
Muchos artículos, papeles y fotografías para el museo han sido donados al museo por la familia de Sergéi Koroliov, sus amigos, colegas, etc.

## Galería

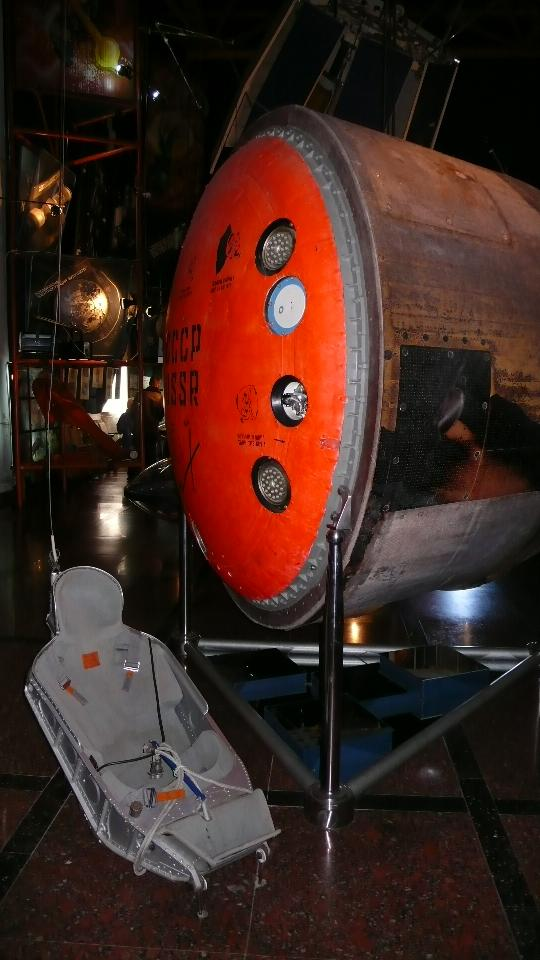
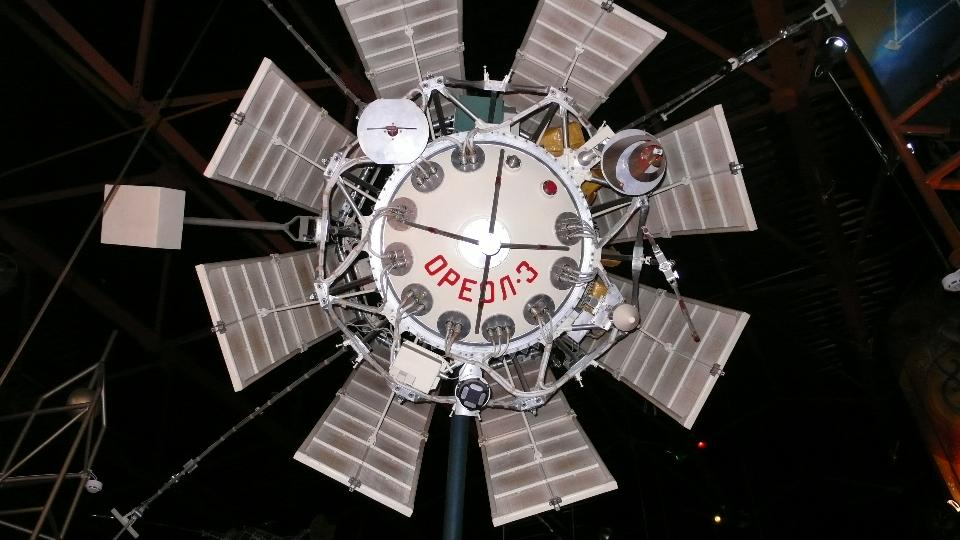
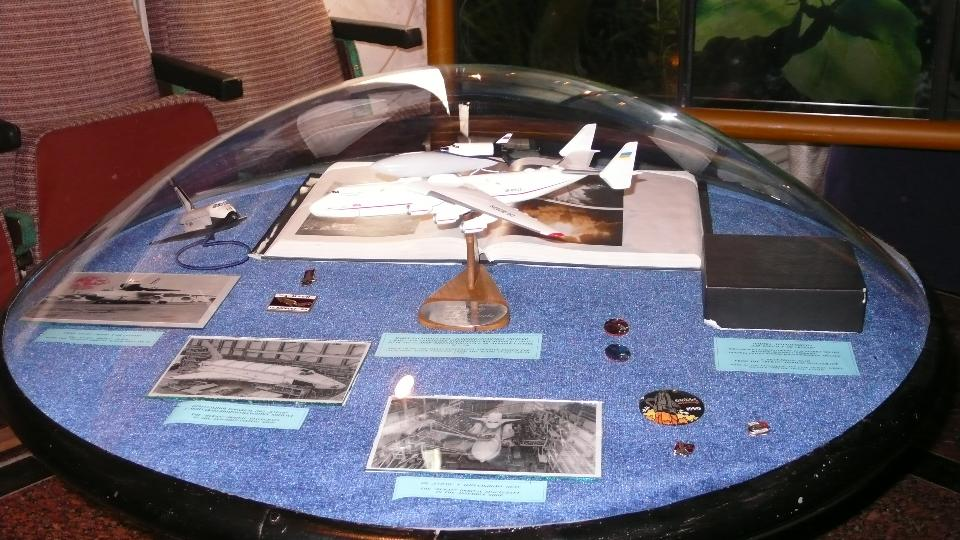
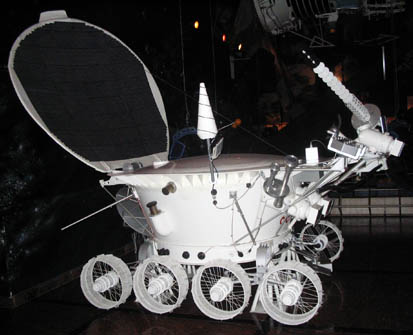